# 团花马先蒿
团花马先蒿（学名：Pedicularis sphaerantha）为列当科马先蒿属的植物，为中国的特有植物。分布于中国大陆的西藏等地，生长于海拔3,200米至4,800米的地区，目前尚未由人工引种栽培。